# Luigi Valenti Gonzaga
Luigi Valenti Gonzaga (Nápoles, 15 de outubro de 1725 - Roma, 29 de dezembro de 1808) foi um cardeal do século XVIII e XIX

## Nascimento
Nasceu em Roveredo em 15 de outubro de 1725. Filho de Odoardo Valenti Gonzaga, presidente do Senado de Mântua, e Francesca Castelbarco. Batizado no dia de seu nascimento. Sobrinho do cardeal Silvio Valenti Gonzaga (1738), que dirigiu sua educação. Tio do cardeal Cesare Guerrieri Gonzaga (1819).

## Educação
Estudou na Universidade La Sapienza, em Roma, onde obteve o doutorado in utroque iure, direito canônico e civil, em 24 de agosto de 1751.

## Início da vida
Dedicando-se ao estado eclesiástico, entrou ao serviço da Santa Sé. O Papa Bento XIV o nomeou seu camareiro particular supranumerário; consultor da SC dos Ritos; prelado da SC da Fabrica da basílica de São Pedro; e protonotário apostólico supranumerário. O Papa Clemente XIII nomeou-o prelado da SC da Imunidade Eclesiástica. Referendário dos Tribunais da Assinatura Apostólica da Justiça e da Graça. Presidente da Câmara Apostólica, julho de 1753. Abade commendatario de S. Tommaso d'Acquarella, setembro de 1756. Abade commendatariode S. Maria di Brera em outubro de 1758. Clérigo da Câmara Apostólica, setembro de 1759; e mais tarde, seu reitor. Consultor da SC dos Ritos em 1759. Relator da SC da Imunidade Religiosa. O cardeal Alessandro Albani nomeou-o vigário da diaconia e da basílica de S. Maria in Cosmedin. Recebeu o subdiaconato em 17 de junho de 1764; e o diaconato em 24 de junho de 1764.

## Sacerdócio
Ordenado em 29 de junho de 1764.

## Episcopado
Eleito arcebispo titular de Cesaréia, 9 de julho de 1764. Consagrada, 25 de julho de 1764, capela paulina do Palácio Qurinale, Roma, pelo Papa Clemente XIII, auxiliado por Giovanni Ottavio Bufalini, arcebispo titular da Calcedônia, e por Giovanni Carlo Boschi, titular arcebispo de Atene. Na mesma cerimônia foi consagrado Urbano Paracciani, arcebispo de Fermo, futuro cardeal. Núncio na Suíça, com residência em Lucerna, em 27 de julho de 1764. Assistente do Trono Pontifício, em 10 de agosto de 1764. Núncio na Espanha, em 2 de setembro de 1773.

## Cardinalado
Criado cardeal e reservado in pectore no consistório de 15 de abril de 1776; publicado no consistório de 20 de maio de 1776; com um breve apostólico datado de 5 de junho de 1776, o papa enviou-lhe o barrete vermelho a Madri com oablegato apostólico monsenhor Cesare Guerrieri Gonzaga, seu sobrinho e futuro cardeal; recebeu o chapéu vermelho em 18 de dezembro de 1777; e o título de S. Agnese fuori le mura, 30 de março de 1778. Atribuído à SS. CC. do Santo Ofício, Bispos e Regulares, Conselho, Propaganda Fide, Indulgências e Relíquias, Index, delle Acque ; e Correções de Livros da Igreja Oriental. Protetor dos Cônegos Regulares de Latrão; do mosteiro de S. Marta ; do Colégio Germânico-Ungarico; da Arquiconfraria de Gesù e Maria ; das monjas do Corps Domini de Forlì; e do Castel Madama. Legado em Romandiola por um triênio, 1º de junho de 1778; em 8 de julho de 1778, o advogado V. Patuzzi, governador de Ravenna, tomou posse da legação do cardeal; ingressou na legação em 8 de novembro de 1778; reconduzido para mais um triênio, 10 de janeiro de 1781, ocupou o cargo até abril de 1783; ele restaurou o sepulcro de Dante Alighieri em Ravenna. Prefeito da Economia da SC de Propaganda Fide, sucedendo ao Cardeal Antonio Visconti em 1788. Optou pelo título de Ss. Nereo ed Achilleo, 29 de novembro de 1790. Prefeito da SC da Imunidade Eclesiástica, sucedendo ao cardeal Vitaliano Borromeo em 1793; ocupou o cargo até sua morte. Optou pela ordem dos bispos e pela sé suburbicária de Albano, em 1º de junho de 1795. Em 1798, após a ocupação de Roma pelas forças revolucionárias francesas, permaneceu na cidade com outros doze cardeais; em 8 de março, eles foram presos, apesar de os cardeais Valenti Gonzaga e Rezzonico estarem gravemente doentes. Após a morte do Papa Pio VI, ele pôde ir a Veneza para o conclave. Participou noconclave de 1799-1800 , que elegeu o Papa Pio VII. Nomeado bibliotecário da Santa Igreja Romana, 12 de janeiro de 1802 até sua morte. Optou pela sede suburbicária de Porto e Santa Rufina, a 3 de agosto de 1807. Subdecano do Sacro Colégio dos Cardeais. Ele era um patrono das letras e da cultura. Fundou seminários e escolas públicas.

## Morte
Morreu em Roma em 29 de dezembro de 1808, por volta das 6 horas da manhã, no palácio do Collegio Germanico-Ungarico, onde residia. Exposto no oratório daquele colégio por três dias, nos quais se celebravam missas matinais; missas também foram celebradas na igreja de S. Apollinare, declarada privilegiada pelo papa; na noite do último dia, o corpo foi trasladado para aquela igreja; no dia seguinte foi celebrada a capella papale na presença de cardeais e prelados; a missa foi cantada pelo cardeal Alessandro Mattei, bispo de Palestrina, que também deu a absolvição final. O enterro foi na capela de S. Luigi Gonzaga, na igreja de S. Apollinare, como ele havia ordenado; uma simples laje de mármore foi colocada sobre o túmulo.